# فینال جام حذفی فوتبال انگلستان ۱۹۲۴
فینال جام حذفی فوتبال انگلستان ۱۹۲۴، رقابت پایانی جام حذفی فوتبال انگلستان در سال ۱۹۲۴ میلادی است که مابین دو تیم باشگاه فوتبال نیوکاسل یونایتد و باشگاه فوتبال استون ویلا در ورزشگاه ومبلی لندن برگزار شده‌است.
این مسابقه که در تاریخ ۲۶ آوریل ۱۹۲۴ انجام شده‌است با نتیجه ۲ بر ۰ به سود تیم باشگاه فوتبال نیوکاسل یونایتد به پایان رسید.